# David Remez
David Remez (hébreu : דוד רמז), né le 23 mai 1886 à Kopys dans l'Empire russe (aujourd'hui en Biélorussie) et mort le 19 mai 1951, est un homme politique israélien, qui est ministre du Transport et de l'Éducation ainsi que signataire de la déclaration d'indépendance de l'État d'Israël.

## Biographie
Il fait ses études de droit en Turquie avant de devenir enseignant et d'émigrer en Palestine ottomane en 1913 où il travaille en tant qu'agriculteur à Ben-Shemen.
Il commence sa carrière politique en 1921 en devenant l'un des membres fondateurs du parti Mapaï.
Après sa mort, plusieurs endroits en Israël sont nommés en hommage, dont le quartier de Ramot Remez à Haïfa et la place Remez à Jérusalem. Son fils, Aharon Remez, devient par ailleurs un commandant de l'Armée de l'air israélienne.